# 1007 Pawlowia
1007 Pawlowia је астероид главног астероидног појаса чија средња удаљеност од Сунца износи 2,708 астрономских јединица (АЈ).
Апсолутна магнитуда астероида је 11,5 а геометријски албедо 0,067.